# آلاسکا کوستال ایرلاینز
Alaska Coastal Airlines was an airline in the United States. It was formed in 1939 as a result of the merger of Alaska Air Transport و Marine Airways. On April 1, 1962 Alaska Coastal Airlines merged with Ellis Air Lines,
آلاسکا کوستال ایرلاینز (به انگلیسی: Alaska Coastal Airlines) یک شرکت هواپیمایی با کد یاتا 7A است که در تاریخ ۱۹۳۹ میلادی تأسیس شده است. دفتر مرکزی آلاسکا کوستال ایرلاینز در جونو، ایالات متحده آمریکا واقع شده‌است و به آلاسکا، بریتیش کلمبیا. ، پرواز مستقیم انجام می‌دهد.